# デロン・ワシントン
デロン・ワシントン（Deron Washington, 1985年12月12日 - ）は、アメリカ合衆国ルイジアナ州ニューオーリンズ出身のプロバスケットボール選手。NBAの下部組織NBAデベロップメント・リーグのタルサ・シックスティシクサーズ所属。身長201cm、体重95kg。ポジションはシューティングガード兼スモールフォワード。

## 経歴
父親は元NFL選手のライオネル・ワシントン。高校卒業後、バージニア工科大学に入学。大学で4年間プレイした後、ドラフトにエントリー。2008年のNBAドラフトでデトロイト・ピストンズより2巡目59位指名された。
2008-09シーズンはNBAではプレイせず、イスラエルのハポエル・ホロンでプレイした。
2009年のサマーリーグでピストンズの一員としてプレイ。平均8.2得点5.2リバウンドを記録し存在感を見せ、サマーリーグ後ピストンズと契約した。しかし、開幕直前に解雇された。
その後、NBAの下部組織NBAデベロップメント・リーグのロサンゼルス・ディーフェンダーズにドラフト1巡目3位指名された。09-10シーズン中にトレードでタルサ・シックスティシクサーズへ移籍した。

## プレイスタイル
プレドラフト時の身体測定で、垂直飛び100cm超を記録するなど非常に身体能力が高い。その跳躍力を武器にスウィングマンながら豪快なダンクやブロックをみせる。